# 全国高等学校ラグビーフットボール大会 (奈良県勢)
全国高等学校ラグビーフットボール大会における奈良県勢の成績について記す。

## 概要
全国高等学校ラグビーフットボール大会奈良県予選は関西ラグビーフットボール協会、奈良県ラグビーフットボール協会、奈良県高等学校体育連盟、毎日新聞奈良支局が主催し、NHK奈良放送局、奈良テレビ放送などが後援で行われている。決勝は例年奈良テレビ放送で放送されている。
- 奈良県勢で全国大会に出場経験があるのは天理（旧・天理中、天理定時[1]）、天理教校学園（旧・天理教校付）、御所実（旧・御所工）の3校のみである。

## 代表校
| 年度                  | 代表校                     | 全国大会成績 | 備考                  |
| --------------------- | -------------------------- | --- | --------------------- |
| 1928年（第10回大会）  | 天理中（初出場）           | 1回戦 0-6 福岡中（福岡県） | 初戦敗退              |
| 1930年（第12回大会）  | 天理中（2年ぶり2回目）     | 1回戦 3-32 慶応普通部（東京都） | 初戦敗退              |
| 1931年（第13回大会）  | 天理中（2年連続3回目）     | 1回戦 18-11 神戸一中（兵庫県） 準決勝 12-3 福岡中（福岡県） 決勝 3-34 京城師（外地）                                                                                          | 準優勝                |
| 1933年（第15回大会）  | 天理中（2年ぶり4回目）     | 1回戦 9-6 京一商（京都府） 準決勝 11-3 福岡中（福岡県） 決勝 5-32 京城師（外地）                                                                                              | 準優勝                |
| 1935年（第17回大会）  | 天理中（2年ぶり5回目）     | 2回戦 9-5 福岡中（福岡県） 準決勝 3-20 台北一中（外地） | ベスト4               |
| 1936年（第18回大会）  | 天理中（2年連続6回目）     | 1回戦 17-0 台北一中（外地） 2回戦 16-0 脇町中（徳島県） 準決勝 9-0 鞍山中（外地） 決勝 14-5 神戸一中                                                                          | 優勝（1回目）         |
| 1937年（第19回大会）  | 天理中（3年連続7回目）     | 1回戦 3-8 培材高普（外地） | 初戦敗退              |
| 1938年（第20回大会）  | 天理中（4年連続8回目）     | 1回戦 14-11 脇町中（徳島県） 2回戦 0-16 養正高普（外地） | 2回戦進出             |
| 1942年（第24回大会）  | 天理中（4年ぶり9回目）     | 2回戦 29-0 村野工（兵庫県） 準決勝 0-18 天王寺中（大阪府） | ベスト4               |
| 1952年（第31回大会）  | 天理（10年ぶり10回目）     | 1回戦 5-42 修獣館（福岡県） | 初戦敗退              |
| 1953年（第32回大会）  | 天理（2年連続11回目）      | 1回戦 3-16 慶応（神奈川県） | 初戦敗退              |
| 1954年（第33回大会）  | 天理（3年連続12回目）      | 1回戦 0-6 慶応（神奈川県） | 初戦敗退              |
| 1956年（第35回大会）  | 天理（2年ぶり13回目）      | 1回戦 24-0 一宮商（愛知県） 2回戦 6-10 高崎（群馬県） | 2回戦進出             |
| 1957年（第36回大会）  | 天理（2年連続14回目）      | 1回戦 6-0 松山工（愛媛県） 2回戦 5-12 保善（東京都第1） | 2回戦進出             |
| 1958年（第37回大会）  | 天理（3年連続15回目）      | 1回戦 3-16 四條畷（大阪府第1） | 初戦敗退              |
| 1959年（第38回大会）  | 天理（4年連続16回目）      | 1回戦 3-3（●抽選○） 熊谷商工（埼玉県） | 初戦敗退              |
| 1960年（第39回大会）  | 天理（5年連続17回目）      | 1回戦 0-31 保善（東京都第1） | 初戦敗退              |
| 1961年（第40回大会）  | 天理（6年連続18回目）      | 1回戦 10-0 日川（山梨県） 2回戦 0-6 西陵商（愛知県） | 2回戦進出             |
| 1962年（第41回大会）  | 天理（7年連続19回目）      | 1回戦 35-0 千葉工（千葉県） 2回戦 23-3 宇都宮農（栃木県） 準々決勝 0-0（●抽選○） 京王（東京都）                                                                               | ベスト8               |
| 1963年（第42回大会）  | 天理（8年連続20回目）      | 1回戦 13-5 秋田市立（秋田県） 2回戦 32-3 福岡（福岡県） 準々決勝 20-0 天王寺（大阪府） 準決勝 24-0 興國商（大阪府） 決勝 8-3 北見北斗（北北海道）                             | 優勝（27年ぶり2回目） |
| 1964年（第43回大会）  | 天理（9年連続21回目）      | 1回戦 0-9 秋田工（秋田県） | 初戦敗退              |
| 1964年（第43回大会）  | 天理定時（初出場）         | 1回戦 0-11 保善（東京都） | 初戦敗退              |
| 1965年（第44回大会）  | 天理（10年連続22回目）     | 1回戦 23-0 作新学院（栃木県） 2回戦 24-3 美馬商工（徳島県） 準々決勝 9-8 慶応（神奈川県） 準決勝 8-3 黒沢尻工（岩手県） 決勝 3-6 秋田工（秋田県）                             | 準優勝                |
| 1966年（第45回大会）  | 天理（11年連続23回目）     | 1回戦 8-8（○抽選●） 慶応（神奈川県） 2回戦 17-3 岐阜工（岐阜県） 準々決勝 29-0 甲南（鹿児島県） 準決勝 19-0 大阪工大高（大阪府） 決勝 5-6 盛岡工（岩手県）                    | 準優勝                |
| 1967年（第46回大会）  | 天理（12年連続24回目）     | 1回戦 21-3 新潟工（新潟県） 2回戦 11-5 福岡電波（福岡県） 準々決勝 9-6 保善（東京都） 準決勝 9-6 秋田（秋田県） 決勝 14-10 京王（東京都）                                     | 優勝（4年ぶり3回目）  |
| 1968年（第47回大会）  | 天理（13年連続25回目）     | 1回戦 19-10 磯原（茨城県） 2回戦 6-15 黒沢尻工（岩手県） | 2回戦進出             |
| 1968年（第47回大会）  | 天理定時（4年ぶり2回目）   | 1回戦 0-17 新潟工（新潟県） | 初戦敗退              |
| 1969年（第48回大会）  | 天理（14年連続26回目）     | 1回戦 22-3 東海大相模（神奈川県） 2回戦 27-6 成蹊（東京都） 準々決勝 9-0 下伊那農（長野県） 準決勝 3-33 秋田工（秋田県）                                                      | ベスト4               |
| 1970年（第49回大会）  | 天理（15年連続27回目）     | 1回戦 24-8 関商工（岐阜県） 2回戦 13-11 花園（京都府） 準々決勝 8-8（○抽選●） 新潟工（新潟県） 準決勝 0-23 目黒（東京都）                                                     | ベスト4               |
| 1971年（第50回大会）  | 天理（16年連続28回目）     | 1回戦 41-3 東海大相模（神奈川県） 2回戦 6-3 浪商（大阪府） 3回戦 9-8 長崎南（長崎県） 準々決勝 19-17 大分舞鶴（大分県） 準決勝 31-5 日川（山梨県） 決勝 9-20 盛岡工（岩手県） | 準優勝                |
| 1972年（第51回大会）  | 天理（17年連続29回目）     | 1回戦 15-8 黒沢尻工（岩手県） 2回戦 35-4 諫早農（長崎県） 準々決勝 22-10 新潟工（新潟県） 準決勝 23-7 日川（山梨県） 決勝 17-13 目黒（東京都第1）                             | 優勝（5年ぶり4回目）  |
| 1973年（第52回大会）  | 天理（18年連続30回目）     | 1回戦 13-12 北見北斗（北北海道） 2回戦 8-4 日川（山梨県） 準々決勝 7-21 国学院久我山（東京都第2）                                                                             | ベスト8               |
| 1973年（第52回大会）  | 天理定時（5年ぶり3回目）   | 1回戦 12-30 慶応（神奈川県） | 初戦敗退              |
| 1974年（第53回大会）  | 天理定時（2年連続4回目）   | 1回戦 19-21 水戸農（茨城県） | 初戦敗退              |
| 1975年（第54回大会）  | 天理（2年ぶり31回目）      | 1回戦 16-29 関商工（岐阜県） | 初戦敗退              |
| 1976年（第55回大会）  | 天理（2年連続32回目）      | 1回戦 3-18 国学院久我山（東京都第1） | 初戦敗退              |
| 1977年（第56回大会）  | 天理（3年連続33回目）      | 1回戦 6-17 保善（東京都第2） | 初戦敗退              |
| 1978年（第57回大会）  | 天理（4年連続34回目）      | 1回戦 6-0 名古屋工（愛知県） 2回戦 13-23 秋田工（秋田県） | 2回戦進出             |
| 1979年（第58回大会）  | 天理（5年連続35回目）      | 1回戦 22-10 相模台工（神奈川県） 2回戦 0-22 目黒（東京都第2） | 2回戦進出             |
| 1980年（第59回大会）  | 天理（6年連続36回目）      | 1回戦 29-9 保善（東京都第2） 2回戦 9-14 国学院久我山（東京都） | 2回戦進出             |
| 1981年（第60回大会）  | 天理（7年連続37回目）      | 2回戦 32-6 木本（三重県） 3回戦 13-40 保善（東京都第1） | 3回戦進出             |
| 1982年（第61回大会）  | 天理（8年連続38回目）      | 1回戦 6-22 熊谷工（埼玉県） | 初戦敗退              |
| 1983年（第62回大会）  | 天理（9年連続39回目）      | 2回戦 6-0 牧野（大阪府第2） 3回戦 21-6 行田工（埼玉県） 準々決勝 13-22 国学院久我山（東京都第1）                                                                              | ベスト8               |
| 1984年（第63回大会）  | 天理（10年連続40回目）     | 1回戦 23-6 武豊（愛知県） 2回戦 19-6 関商工（岐阜県） 準々決勝 15-10 秋田工（秋田県） 準決勝 12-7 日川（山梨県） 決勝 18-16 大分舞鶴（大分県）                                | 優勝（12年ぶり5回目） |
| 1985年（第64回大会）  | 天理（11年連続41回目）     | 2回戦 16-3 高崎（群馬県） 3回戦 9-12 相模台工（神奈川県） | 3回戦進出             |
| 1986年（第65回大会）  | 天理教校付（初出場）       | 2回戦 17-3 作新学院（栃木県） 3回戦 0-20 日川（山梨県） | 3回戦進出             |
| 1987年（第66回大会）  | 天理（2年ぶり42回目）      | 2回戦 23-6 作新学院（栃木県） 3回戦 37-3 延岡東（宮崎県） 準々決勝 36-13 同志社香里（大阪府第3） 準決勝 0-21 国学院久我山（東京都第1）                                        | ベスト4               |
| 1988年（第67回大会）  | 天理（2年連続43回目）      | 2回戦 15-10 東海大一（静岡県） 3回戦 6-12 熊谷工（埼玉県） | 3回戦進出             |
| 1989年（第68回大会）  | 天理（3年連続44回目）      | 2回戦 20-0 報徳学園（兵庫県） 3回戦 24-4 大東大一（東京都第2） 準々決勝 9-11 茗溪学園（茨城県）                                                                               | ベスト8               |
| 1990年（第69回大会）  | 天理（4年連続45回目）      | 2回戦 26-4 都城（宮崎県） 3回戦 25-13 慶応（神奈川県） 準々決勝 11-10 国学院久我山（東京都第1） 準決勝 6-6（○抽選●） 花園（京都府） 決勝 14-4 啓光学園（大阪府第1）           | 優勝（6年ぶり6回目）  |
| 1991年（第70回大会）  | 天理（5年連続46回目）      | 2回戦 16-10 佐賀工（佐賀県） 3回戦 20-0 東海大相模（神奈川県） 準々決勝 13-12 西陵商（愛知県第1） 準決勝 26-3 日川（山梨県） 決勝 9-19 熊谷工（埼玉県）                       | 準優勝                |
| 1992年（第71回大会）  | 天理（6年連続47回目）      | 2回戦 0-6 大分舞鶴（大分県） | 初戦敗退              |
| 1993年（第72回大会）  | 天理（7年連続48回目）      | 2回戦 26-3 黒沢尻工（岩手県） 3回戦 30-30（●トライ数○） 本郷（東京都第1） | 3回戦進出             |
| 1994年（第73回大会）  | 天理（8年連続49回目）      | 1回戦 17-0 磐城（福島県） 2回戦 6-41 相模台工（神奈川県） | 2回戦進出             |
| 1995年（第74回大会）  | 天理（9年連続50回目）      | 1回戦 38-10 北見北斗（北北海道） 2回戦 10-17 啓光学園（大阪府第2） | 2回戦進出             |
| 1996年（第75回大会）  | 御所工（初出場）           | 1回戦 14-5 昭英（福井県） 2回戦 3-13 大津（山口県） | 2回戦進出             |
| 1997年（第76回大会）  | 天理（2年ぶり51回目）      | 1回戦 20-22 東農大二（群馬県） | 初戦敗退              |
| 1998年（第77回大会）  | 御所工（2年ぶり2回目）     | 1回戦 23-11 流経大柏（千葉県） 2回戦 12-23 報徳学園（兵庫県） | 2回戦進出             |
| 1999年（第78回大会）  | 天理（2年ぶり52回目）      | 1回戦 71-7 北越（新潟県） 2回戦 28-5 日川（山梨県） 3回戦 34-21 伏見工（京都府） 準々決勝 23-21 東農大二（群馬県） 準決勝 5-41 啓光学園（大阪府第1）                          | ベスト4               |
| 2000年（第79回大会）  | 天理（2年連続53回目）      | 2回戦 49-0 新潟工（新潟県） 3回戦 27-10 報徳学園（兵庫県） 準々決勝 18-31 東海大仰星（大阪府第3）                                                                             | ベスト8               |
| 2001年（第80回大会）  | 天理（3年連続54回目）      | 2回戦 48-5 羽咋工（石川県） 3回戦 22-12 流経大柏（千葉県） 準々決勝 14-26 伏見工（京都府）                                                                                    | ベスト8               |
| 2002年（第81回大会）  | 天理（4年連続55回目）      | 2回戦 17-7 新潟工（新潟県） 3回戦 12-17 国学院久我山（東京都第1） | 3回戦進出             |
| 2003年（第82回大会）  | 天理（5年連続56回目）      | 2回戦 15-3 関商工（岐阜県） 3回戦 27-17 清真学園（茨城県） 準々決勝 12-32 啓光学園（大阪府第1）                                                                               | ベスト8               |
| 2004年（第83回大会）  | 御所工（6年ぶり3回目）     | 2回戦 57-3 広島工（広島県） 3回戦 12-40 清真学園（茨城県） | 3回戦進出             |
| 2005年（第84回大会）  | 天理（2年ぶり57回目）      | 2回戦 43-5 国学院栃木（栃木県） 3回戦 29-7 仙台育英（宮城県） 準々決勝 29-14 国学院久我山（東京都第2） 準決勝 26-8 大阪工大高（大阪府第1） 決勝 14-31 啓光学園（大阪府第3）   | 準優勝                |
| 2006年（第85回大会）  | 天理（2年連続58回目）      | 1回戦 12-12（○抽選●） 成蹊（東京都第1） 2回戦 5-12 秋田工（秋田県） | 2回戦進出             |
| 2007年（第86回大会）  | 天理（3年連続59回目）      | 1回戦 19-5 盛岡工（岩手県） 2回戦 10-62 東福岡（福岡県） | 2回戦進出             |
| 2008年（第87回大会）  | 天理（4年連続60回目）      | 2回戦 56-0 札幌山の手（南北海道） 3回戦 25-0 国学院久我山（東京都第1） 準々決勝 10-14 長崎北陽台（長崎県）                                                                    | ベスト8               |
| 2009年（第88回大会）  | 御所工・実（5年ぶり4回目） | 2回戦 34-0 日向（宮崎県） 3回戦 17-0 桐蔭学園（神奈川県） 準々決勝 40-17 流経大柏（千葉県） 準決勝 3-0 京都成章（京都府） 決勝 15-24 常翔学園（大阪府第1）                    | 準優勝                |
| 2010年（第89回大会）  | 御所実（2年連続5回目）     | 2回戦 17-5 名護（沖縄県） 3回戦 17-0 佐賀工（佐賀県） 準々決勝 5-17 京都成章（京都府）                                                                                        | ベスト8               |
| 2011年（第90回大会）  | 御所実（3年連続6回目）     | 1回戦 5-45 明和県央（群馬県） | 初戦敗退              |
| 2012年（第91回大会）  | 御所実（4年連続7回目）     | 2回戦 62-0 関商工（岐阜県） 3回戦 32-14 黒沢尻工（岩手県） 準々決勝 7-7（○抽選●） 京都成章（京都府） 準決勝 15-17 東海大仰星（大阪府第3）                                     | ベスト4               |
| 2013年（第92回大会）  | 御所実（5年連続8回目）     | 2回戦 10-5 東京（東京都第2） 3回戦 27-17 桐蔭学園（神奈川県） 準々決勝 17-12 秋田工（秋田県） 準決勝 48-17 茗溪学園（茨城県） 決勝 14-17 常翔学園（大阪府第1）                | 準優勝                |
| 2014年（第93回大会）  | 天理（6年ぶり61回目）      | 2回戦 22-12 東京（東京都第2） 3回戦 12-10 流経大柏（千葉県） 準々決勝 14-26 桐蔭学園（神奈川県）                                                                              | ベスト8               |
| 2015年（第94回大会）  | 御所実（2年ぶり9回目）     | 2回戦 117-7 中標津（北北海道） 3回戦 19-14 慶応（神奈川県） 準々決勝 31-19 国学院久我山（東京都第1） 準決勝 40-14 京都成章（京都府） 決勝 5-57 東福岡（福岡県）               | 準優勝                |
| 2016年（第95回大会）  | 天理（2年ぶり62回目）      | 1回戦 90-7 山形南（山形県） 2回戦 5-3 常翔学園（大阪府第3） 3回戦 31-23 深谷（埼玉県） 準々決勝 12-31 桐蔭学園（神奈川県）                                                    | ベスト8               |
| 2017年（第96回大会）  | 御所実（2年ぶり10回目）    | 2回戦 26-0 尾道（広島県） 3回戦 71-0 茗溪学園（茨城県） 準々決勝 43-7 石見智翠館（島根県） 準決勝 24-25 東福岡（福岡県）                                                      | ベスト4               |
| 2018年（第97回大会）  | 御所実（2年連続11回目）    | 2回戦 17-22 報徳学園（兵庫県） | 初戦敗退              |
| 2019年（第98回大会）  | 天理（3年ぶり63回目）      | 2回戦 43-5 岡谷工（長野県） 3回戦 21-10 中部大春日丘（愛知県） 準々決勝 29-44 桐蔭学園（神奈川県）                                                                            | ベスト8               |
| 2020年（第99回大会）  | 御所実（2年ぶり12回目）    | 2回戦 79-0 朝明（三重県） 3回戦 65-3 光泉（滋賀県） 準々決勝 14-0 東海大大阪仰星（大阪府第3） 準決勝 26-7 常翔学園（大阪府第2） 決勝 14-23 桐蔭学園（神奈川県）               | 準優勝                |
| 2021年（第100回大会） | 御所実（2年連続13回目）    | 1回戦 24-5 報徳学園(近畿ブロック・ 兵庫） 2回戦 12-5 国学院栃木（栃木県） 3回戦 21-12 東海大相模(関東ブロック・ 神奈川) 準々決勝 7-50 桐蔭学園（神奈川県）                    | ベスト8               |
| 2022年（第101回大会） | 御所実（3年連続14回目）    | 2回戦 55-7 青森山田（青森県） 3回戦 15-36 長崎北陽台（長崎県） | 3回戦進出             |
| 2023年（第102回大会） | 天理（4年ぶり64回目）      | 2回戦 29-15 青森山田（青森県） 3回戦 15-8 石見智翠館（島根県） 準々決勝 8-5 長崎北陽台（長崎県） 準決勝 12-26 報徳学園（兵庫県）                                              | ベスト4               |
| 2024年（第103回大会） | 天理（2年連続65回目）      | 1回戦 14-7 早稲田実（東京都第1） 2回戦 27-15 関大北陽（大阪府第1） 準々決勝 12-15 流通経済大柏（千葉県）                                                                      | 3回戦進出             |

## 学校別成績
| 学校名           | 出場回数 | 試合数 | 勝数 | 負数 | 優勝 | 準優勝 | 4強 | 8強 |
| ---------------- | -------- | ------ | ---- | ---- | ---- | ------ | --- | --- |
| 天理（天理中）   | 65       | 173    | 114  | 59   | 6    | 7      | 7   | 11  |
| 御所実（御所工） | 14       | 45     | 31   | 14   | 0    | 4      | 2   | 2   |
| 天理定時         | 4        | 4      | 0    | 4    | 0    | 0      | 0   | 0   |
| 天理教校付       | 1        | 2      | 1    | 1    | 0    | 0      | 0   | 0   |
| 合計             | 77       | 200    | 128  | 72   | 6    | 10     | 8   | 10  |

## 校名変更
- 天理中 → 天理
- 御所工 → 御所実